# MOL Liga
MOL Liga je međunarodna hokejska liga u kojoj nastupaju klubovi iz Mađarske,  Rumunjske i Slovačke. Osnovana je 2008. godine i nazvana je po glavnom sponozru lige, mađarskoj naftnoj kompaniji MOL. Utakmice između mađarskih klubova računaju se i u Mađarskoj hokejskoj ligi. Rumunjski klubovi se natječu još i u Rumunjskoj hokejskoj ligi.

## Povijest
U prvoj sezoni nastupalo je deset klubova, šest Mađarskih i četiri Rumunjska. Prvak MOL lige prve sezone je postao rumunjski klub HC Csíkszereda iz grada Miercurea-Ciuc. U sezoni 2009./2010. broj klubova pada na sedam, dolazi jedan rumunjski klub a odlazi jedan Mađarski i dva Rumunjska kluba. Te sezone pobjednik lige postaje klub Budapest Stars. U sezoni 2010./2011.  nastupa devet klubova. U sezoni 2012./143 ligi se priključuje momčad is Slovačke, a ligu čini sedam klubova.

## Klubovi
| Klub                                | Grad             | Dvorana                        | Kapacitet        | Osnovan          |
| Trenutni klubovi                    | Trenutni klubovi | Trenutni klubovi               | Trenutni klubovi | Trenutni klubovi |
| ----------------------------------- | ---------------- | ------------------------------ | ---------------- | ---------------- |
| Ferencvárosi TC                     | Budimpešta       | Pesterzsébeti Jégcsarnok       | 1,500            | 1928.            |
| Újpesti TE                          | Budimpešta       | Újpesti Jégcsarnok             | 2,200            | 1930.            |
| Dunaújvárosi Acélbikák (DAB-Docler) | Dunaújváros      | Dunaújvárosi Jégcsarnok        | 4,000            | 1977.            |
| Debreceni HK                        | Debrecen         | Debreceni Jégcsarnok           | 500              | 1989.            |
| Miskolci JJSE                       | Miskolc          | Miskolci Jégcsarnok            | 1,300            | 1978.            |
| ASC Corona 2010 (SCM Fenestela 68)  | Braşov           | Patinoarul Olimpic Brasov      | 2,000            | 2007.            |
| HSC Csíkszereda / SC Miercurea-Ciuc | Miercurea-Ciuc   | Vákár Lajos                    | 2,000            | 1929.            |
| Ice Tigers                          | Nové Zámky       | Zimný Štadión Nové Zámky       |                  | 1965.            |
| Bivši klubovi                       |                  |                                |                  |                  |
| Budapest Stars (Vasas)              | Budimpešta       | IceCenter (Jégcentrum)         | 2,000            | 2001.            |
| Alba Volán Székesfehérvár II        | Székesfehérvár   | Ifj. Ocskay Gábor Jégcsarnok   | 3,600            | 1970.            |
| Steaua Rangers (Steaua)             | Bukurešt         | Mihai Flamaropol               | 8,000            | 1951.            |
| Progym                              | Gheorgheni       | Gyergyószentmiklósi Műjégpálya | 1,000            | 1949.            |
| HC Csíkszereda / HC Miercurea Ciuc  | Miercurea-Ciuc   | Vákár Lajos                    | 2,000            | 2002.            |

## Dosadašnje sezone
| sezona    | momčadi | prvak                            | prvak reg. sezone                  |
| --------- | ------- | -------------------------------- | ---------------------------------- |
| 2008./09. | 10      | HC Csíkszereda (Miercurea Ciuc)  | HC Csíkszereda (Miercurea Ciuc)    |
| 2009./10. | 7       | Budapest Stars                   | Dunaújvárosi Acélbikák             |
| 2010./11. | 9       | HSC Csíkszereda (Miercurea Ciuc) | } HSC Csíkszereda (Miercurea Ciuc) |
| 2011./12. | 8       | Dab.Docler (Dunaújváros)         | HSC Csíkszereda (Miercurea Ciuc)   |
| 2012./13. | 7       | Dab.Docler (Dunaújváros)         | Dab.Docler (Dunaújváros)           |
| 2013./14. | 7       | Nové Zámky                       | Dab.Docler (Dunaújváros)           |
| 2014./15. | 8       |                                  |                                    |